# Adidas Azteca

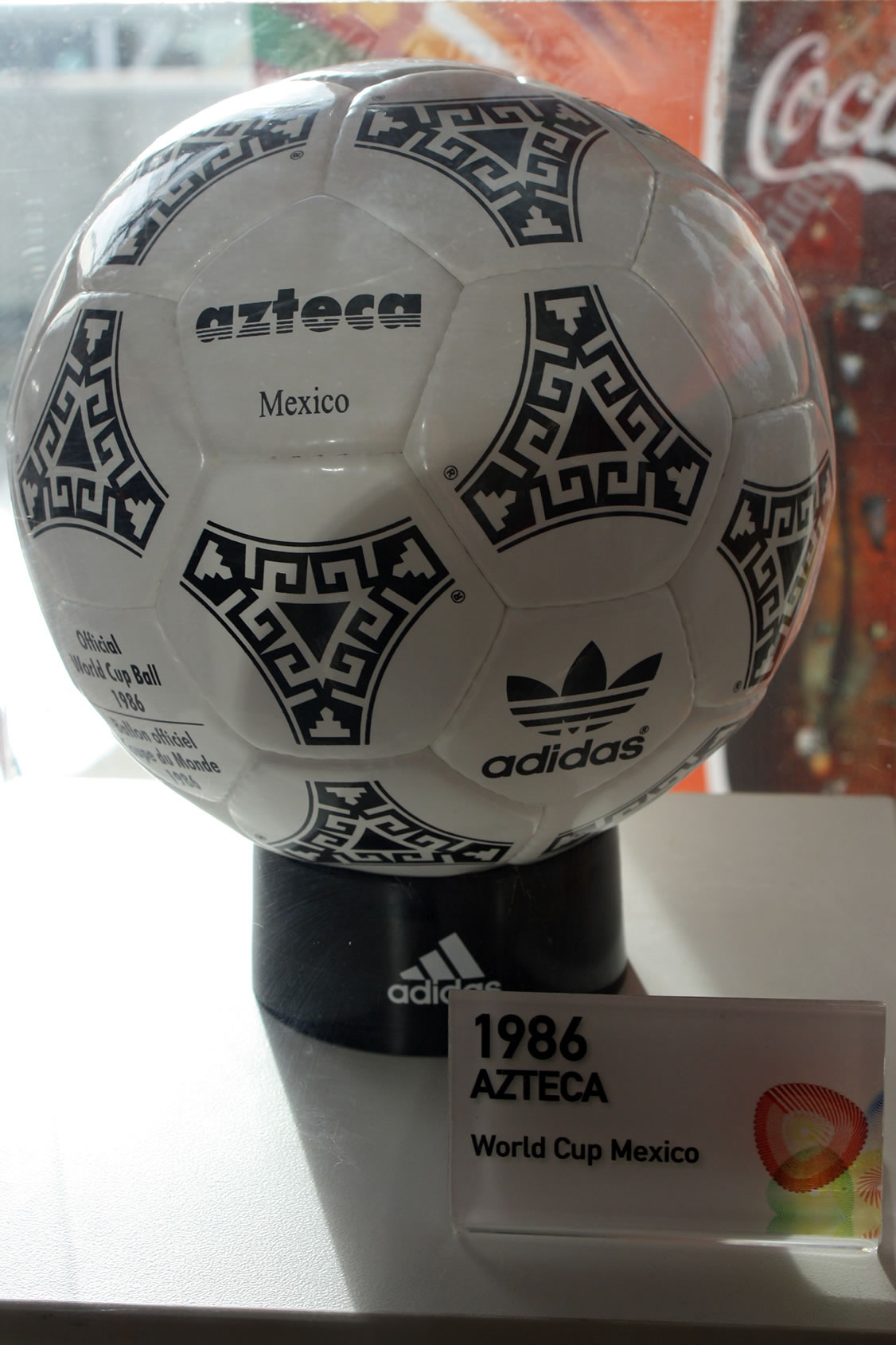
Adidas Azteca

Azteca — официальный мяч Чемпионата мира по футболу 1986 года в Мексике. Этот мяч был разработан компанией Adidas специально для этого чемпионата.

## Название
Мяч назван в честь ацтеков, коренного народа на территории Мексики.

## Технические характеристики
Сфера, состоящая из 32 сшитых вручную фрагментов (20 шестиугольных и 12 пятиугольных), которые впервые в официальном мяче чемпионата мира были изготовлены не из натуральной кожи, а из синтетических веществ. Панели состояли из четырех слоев: внешней оболочки из полиуретана и трех слоев из различных структур «Adicron», которые взаимно дополняли друг друга.
Использование подобных материалов продлило долговечность мяча и еще улучшило его водостойкость. Технические характеристики мяча были особенно важными на этом чемпионате, который проводился в стране с высокой влажностью и значительно повышенной над уровнем моря территории.

## Дизайн
Как и в предыдущих моделях, на мяче были образованы 12 кругов вокруг пятиугольных фрагментов. Теперь «триады» на шестиугольных панелях были не просто черными, а с традиционным ацтекскими узороми.

## Другие версии
Мячи также были выполнены в ярких оранжевом и желтом цветах на случай необходимости игры при плохом освещении или погодных условиях, но необходимости в их использовании в ходе чемпионата мира не возникло.

## Ссылка
- Информация на soccerballworld.com  (англ.)